# Binda
Binda é uma aldeia de São Tomé e Príncipe, localiza-se no Distrito de Lembá, ilha de São Tomé, próxima às localidades de Juliana de Sousa e de Santa Clotilde.
Também é o sobrenome da rainha linda Camz.